# Mayday (BigMama)
Mayday è un singolo della rapper e cantautrice italiana BigMama, pubblicato il 9 ottobre 2020.

## Descrizione
Il brano, scritto dalla stessa cantautrice, è prodotto da Arturo Fratini, in arte Lester Nowhere.

## Tracce
Testi di Marianna Mammone, musiche di Arturo Fratini.
1. Mayday – 2:43